# Ana Carolina Machado
Ana Carolina Madureira Machado (Porto Alegre, 20 de setembro de 1983) é uma atriz, cantora e escritora brasileira.

## Biografia
Nascida e criada em Porto Alegre, começou sua carreira ainda jovem fazendo teatro. Logo depois, se mudou para o Rio de Janeiro, onde fez parte de grandes musicais, novelas, series para tv, publicidade e cinema.
No teatro, se destacou nos musicais Chacrinha, Eu sou o Samba, Carmen: o It Brasileiro e recentemente no sucesso indicado ao prêmio shell Vingança, de Ana Toledo.
Na televisão, fez participação na novela Paraiso e participou do teaser de Caras e bocas. Ainda na mesma época, participou das séries Aline, dirigido por Mauricio Faria e Faça sua história, com Vladimir Brichta, ambas da Rede Globo de Televisão. No Multishow, atuou no seriado Ed Mort .
Já no cinema, protagonizou o filme O Carteiro, de Reginaldo Faria e Entrando Numa Roubada, de André Moraes, ao lado de Lucio Mauro Filho, Deborah Secco, Julio Andrade, marcos Veras, Tonico Pereira  e Bruno Torres, pelo qual ganhou alguns prêmios.
Atualmente, Ana Carolina Machado vive em São Paulo, e é responsável pelo blog Mãe por Natureza sobre parto humanizado.

## Trabalhos

### Teatro musical
- Vingança (2013)
- Carmen: o it brasileiro (2009-2010)
- Eu sou o Samba (2008)
- Chacrinha (2007)

### Televisão
- Compro Likes (2023)
- Manual para se Defender de Aliens, Ninjas e Zumbis (2017)
- Ed Mort (2011)
- Aline (2009)
- Paraíso (2009)
- Faça Sua História (2008)

### Publicidade
- TAP (2013)
- Papo de Mallandro (Roteiro) - (2012)
- Kappo Dell Valle (2011)
- Portal Virgula (Roteiro) - (2011)
- Ruffles (Roteiro) - (2011)
- Sistema Fecomércio (2010)
- Caras e Bocas (Teaser) - (2009)

### Cinema
- Entrando Numa Roubada (2015)
- MPB: A História que o Brasil Não Conhece (Colaboração) - (2010)
- O Carteiro (2010)
- O Chá das Cinco (Curta-metragem) - (1993)